# 黄威
黄 威（こう い、Huáng Wēi、? - 1877年）は、清末の福建小刀会の反乱の指導者の一人。黄位とも。
福建省泉州府同安県出身。廈門の天地会の一派である小刀会の首領となり、1853年に一族の黄徳美とともに海澄で蜂起して、廈門を占領した。「漢大明統兵大元帥」を自称し、天徳の年号を定めた。しかし清軍の包囲を受け、食糧と弾薬が続かず、海上に逃れた。1854年から晋江・廈門・香港・台湾を攻撃したが、失敗に終わった。その後、インドネシアのスマランに居住した。1877年、ひそかに故郷に戻りそこで病死した。